# هيروشي أوكامورا
هيروشي أوكامورا (باليابانية: 岡村博؛ بالكانا: おかむら ひろし) هو رياضياتي ياباني، ولد في سبتمبر 1905 في كيوتو في اليابان، وتوفي في 1948.